# Provinz Cercado (Oruro)
Cercado ist eine Provinz im nordöstlichen Teil des Departamento Oruro im südamerikanischen Anden-Staat Bolivien.

## Lage
Die Provinz Cercado ist eine von sechzehn Provinzen im Departamento Oruro. Sie liegt zwischen 17° 22' und 18° 35' südlicher Breite und zwischen 66° 21' und 67° 20' westlicher Länge.
Sie grenzt im Nordwesten an die Provinz Tomas Barrón, an das Departamento La Paz und an die Provinz Nor Carangas, im Südwesten an die Provinz Saucarí, im Südosten an die Provinz Poopó und an die Provinz Pantaleón Dalence, und im Osten und Norden an das Departamento Cochabamba.
Die Provinz erstreckt sich von Norden nach Süden über 135 Kilometer und von Osten nach Westen über 105 Kilometer.

## Bevölkerung
Die Einwohnerzahl der Provinz Cercado ist in den vergangenen drei Jahrzehnten auf fast zwei Drittel angestiegen:
| Jahr | Einwohner | Quelle       |
| ---- | --------- | ------------ |
| 1992 | 213 755   | Volkszählung |
| 2001 | 241 230   | Volkszählung |
| 2012 | 309 277   | Volkszählung |
| 2024 | 346 633   | Volkszählung |

Wichtigstes Idiom der Provinz ist Spanisch, das von 96,7 Prozent der Bevölkerung gesprochen wird, vor Quechua (43,3 Prozent) und Aymara (25,5 Prozent). (2001)
39,4 Prozent der Bevölkerung sind jünger als 15 Jahre alt. (2001)
18,6 Prozent der Bevölkerung haben keinen Zugang zu Elektrizität, 67,5 Prozent leben ohne sanitäre Einrichtung (1992).
16,3 Prozent der Erwerbstätigen arbeiten in der Landwirtschaft, 1,8 Prozent im Bergbau, 11,9 Prozent in der Industrie, 70,0 Prozent im Dienstleistungsbereich (2001).
83,0 Prozent der Einwohner sind katholisch, 13,5 Prozent sind evangelisch (1992).

## Gliederung
Die Provinz unterteilte sich bei der letzten Volkszählung von 2024 in die folgenden vier Verwaltungsbezirke (bolivianisch „Municipios“):
- 04-0101 Municipio Oruro – 297.497 Einwohner
- 04-0102 Municipio Caracollo – 23.068 Einwohner
- 04-0103 Municipio El Choro – 10.393 Einwohner
- 04-0104 Municipio Paria (früher: Soracachi) – 15.675 Einwohner

## Ortschaften in der Provinz Cercado
- Municipio Oruro
  - Oruro 264.683 Einw.

- Municipio Caracollo
  - Caracollo 5356 Einw. – La Joya 1481 Einw. – Villa Puente 1005 Einw. – Vila Vila 464 Einw. – Ocotavi 444 Einw. – Kemalla 428 Einw. – Sillota Belén 328 Einw. – Villa Pata 265 Einw. – Querarani 210 Einw. – Lajma 201 Einw. – Santa Fe 45 Einw.

- Municipio El Choro
  - Regantes Cruzero Belén 451 Einw. – El Choro 185 Einw. – Rancho Grande 161 Einw. – Challacollo 108 Einw. – Crucero Belén 74 Einw. – San Felipe de Chaytavi 29 Einw.

- Municipio Paria
  - Soracachi 450 Einw. – Jatita 450 Einw. – Huayña Pasto Chico 430 Einw. – Huayña Pasto Grande 413 Einw. – Cala Cala de Oruro 387 Einw. – Sepulturas 341 Einw. – Kkullkhu Pampa 270 Einw. – Jachuma 220 Einw. – Cohani 128 Einw. – Thola Pampa 127 Einw. – Paria 106 Einw. – Lequepalca 105 Einw.